# 東映スーパーヒーローフェア
東映スーパーヒーローフェア（とうえいスーパーヒーローフェア）は、東映が1993年（平成5年）から1995年（平成7年）にかけて、特撮ヒーロー映画を1年につき3本まとめて劇場公開した際のタイトル。

## 概要
アニメや特撮作品を併映していた東映まんがまつりがアニメ作品のみの東映アニメフェアに移行したことを受けて作られた特撮ヒーロー映画の公開枠である。
構成は、中核となる映画オリジナル作品50分を1本に、テレビ放送中のスーパー戦隊シリーズおよびメタルヒーローシリーズの映画版各25分を併映するというものだった。レギュラー興行として継続しなかった理由は、中核作品の企画が難しかったためとされる。1996年以降、スーパー戦隊およびメタルヒーローのテレビシリーズ以外での新作はVシネマ作品へ移行した。
公開にあたっては2分前後の劇場予告編が作られておりナレーションは3作とも戸谷公次が担当した。
2008年（平成20年）10月、東映チャンネルにて「完全復刻!東映スーパーヒーローフェア‘93」が放送されている。
その後、2001年（平成13年）に公開した『劇場版 百獣戦隊ガオレンジャー』と『劇場版 仮面ライダーアギト』が同時上映された。以降、スーパー戦隊シリーズと仮面ライダーシリーズの同時上映がこの歴史を受け継いでいるともいえる。

## 興行内容

### 1993年
キャッチコピー は「3大ヒーロー集合! 戦え、正義を守るため!!」
前売り券の購入特典はオリジナルポスター
入場者特典は「びっくりイラストプレート」
- 仮面ライダーZO
- 五星戦隊ダイレンジャー
- 特捜ロボ ジャンパーソン

### 1994年
キャッチコピーは「ぼくらの地球があぶない! 立ち上がれ夢の三大ヒーロー!!」
前売り券の購入特典はオリジナルポスター
入場者特典は「ビックリ! 光るライダー戦士」
- 仮面ライダーJ
- 忍者戦隊カクレンジャー
- ブルースワット

### 1995年
キャッチコピーは「夢を、未来を守り抜け! 無敵の三大ヒーロー!」
前売り券の購入特典はオリジナルポスター
入場者特典は「特製紙帽子」
- 人造人間ハカイダー
- 超力戦隊オーレンジャー
- 重甲ビーファイター

## 映像ソフト
各作品はそれぞれ、バンダイビジュアル（仮面ライダーシリーズ2作品のみ）や東映ビデオによるDVDが発売されている。パッケージではスーパー戦隊シリーズが「スーパー戦隊 THE MOVIE」、メタルヒーローシリーズは「東映特撮ヒーロー THE MOVIE」である。